# Hot Springs Mountain Tower
Pour les articles homonymes, voir Hot Springs.
La Hot Springs Mountain Tower est une tour d'observation américaine située à Hot Springs, dans l'Arkansas. Ouverte en juin 1983, cette structure de 65,8 m de haut offre une vue sur le parc national de Hot Springs dans lequel elle se trouve.